# HD 23514
HD 23514是在昴宿星團內的一顆恆星。它是F6型的主序星，並被發現有熱塵埃粒子圍繞它運行。這些在星周盤內運行的物質，也被稱為星子，可能是行星形成的證據。 岩屑盤顯示出富含二氧化矽的證據。
恆星系統本身非常年輕，在3,500萬至1億年的範圍內，這意味著它很可能處於行星形成的階段。
HD 23514有一顆棕矮星的伴星（HD 23154 B），估計其質量約為0.06±0.01太陽質量，溫度約為2,600±100K，與主星相距約360天文單位。HD 23154B的光譜已被發現具有晚期M矮星的典型特徵，包括FeH吸收、强CO帶和Na I吸收，並呈現了M8±1的近紅外光譜類型。
這顆恆星將被持續研究，以確認它是否可能是行星形成的潜在候選者。